# Pinar del Río
Pinar del Río je město na Kubě, hlavní město stejnojmenné provincie. Žije zde více než 150 tisíc obyvatel, jimž se říká Pinareños.
Zcela převažujícím způsobem obživy je pěstování tabáku a výroba doutníků.
Ve městě se nachází univerzita, která byla založena v roce 1972.

## Fotogalerie

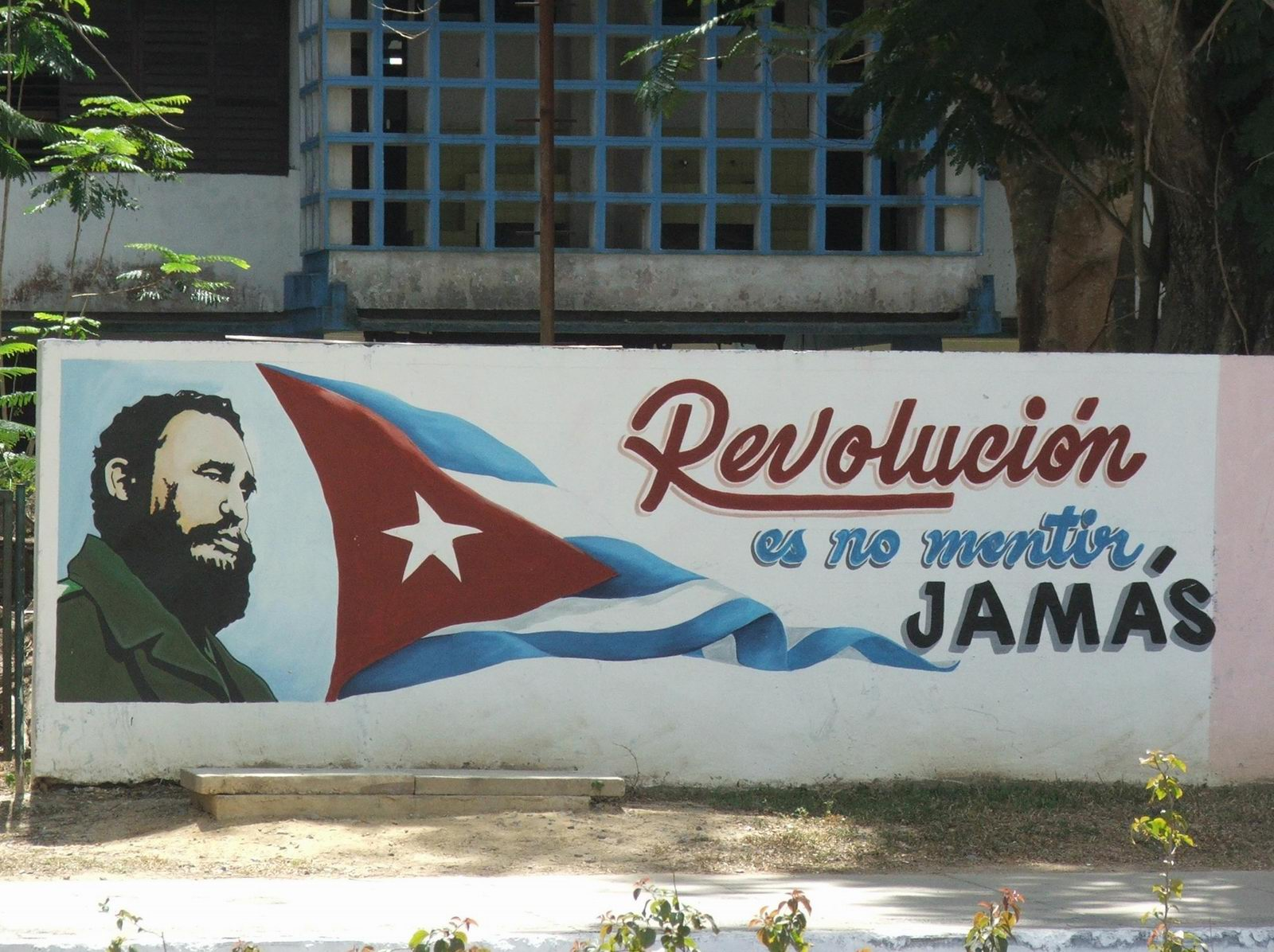
„Revoluce znamená již nikdy nelhat“
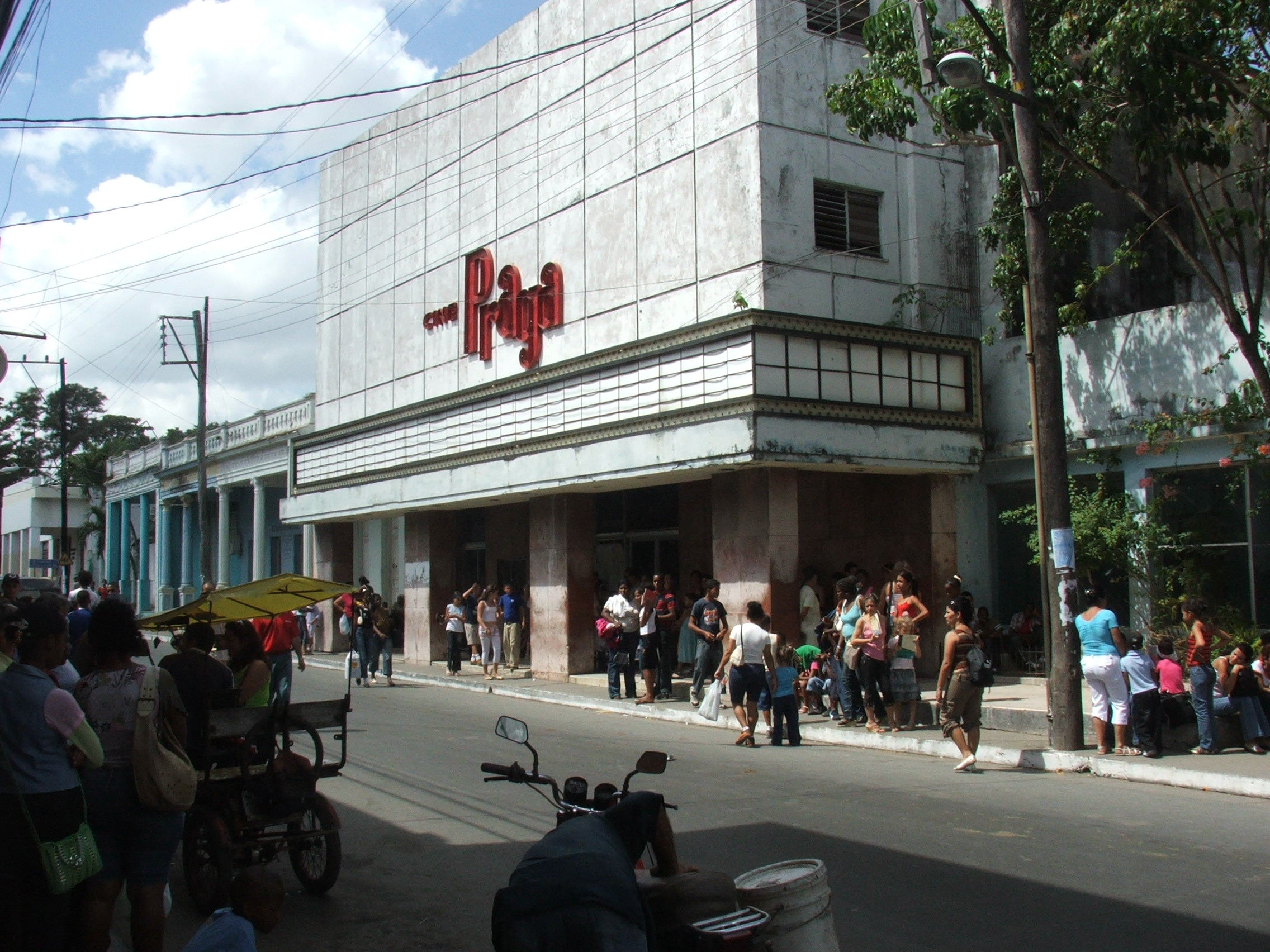
Socialistické přátelství: Kino Praha
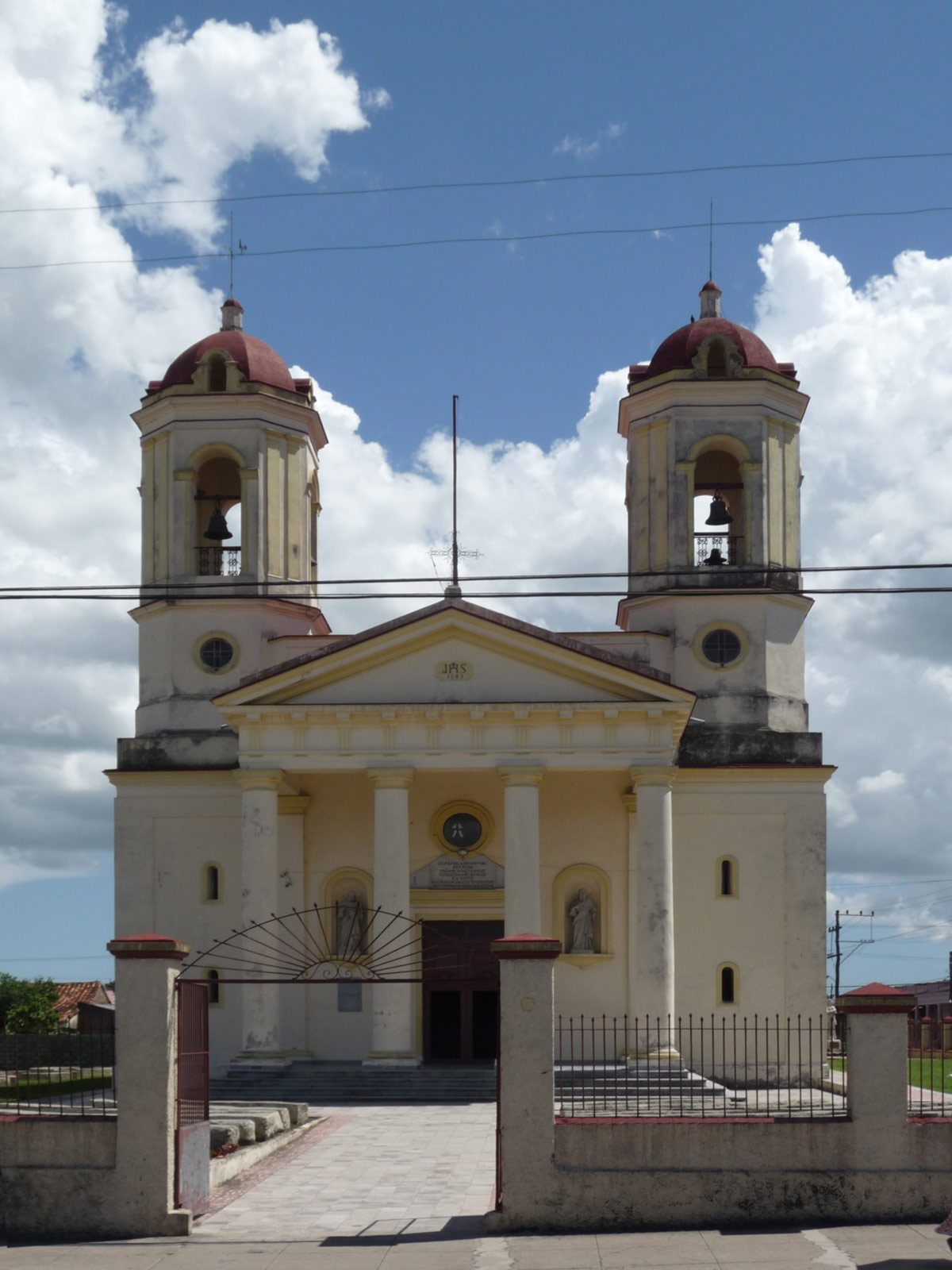
Katedrála San Rosendo
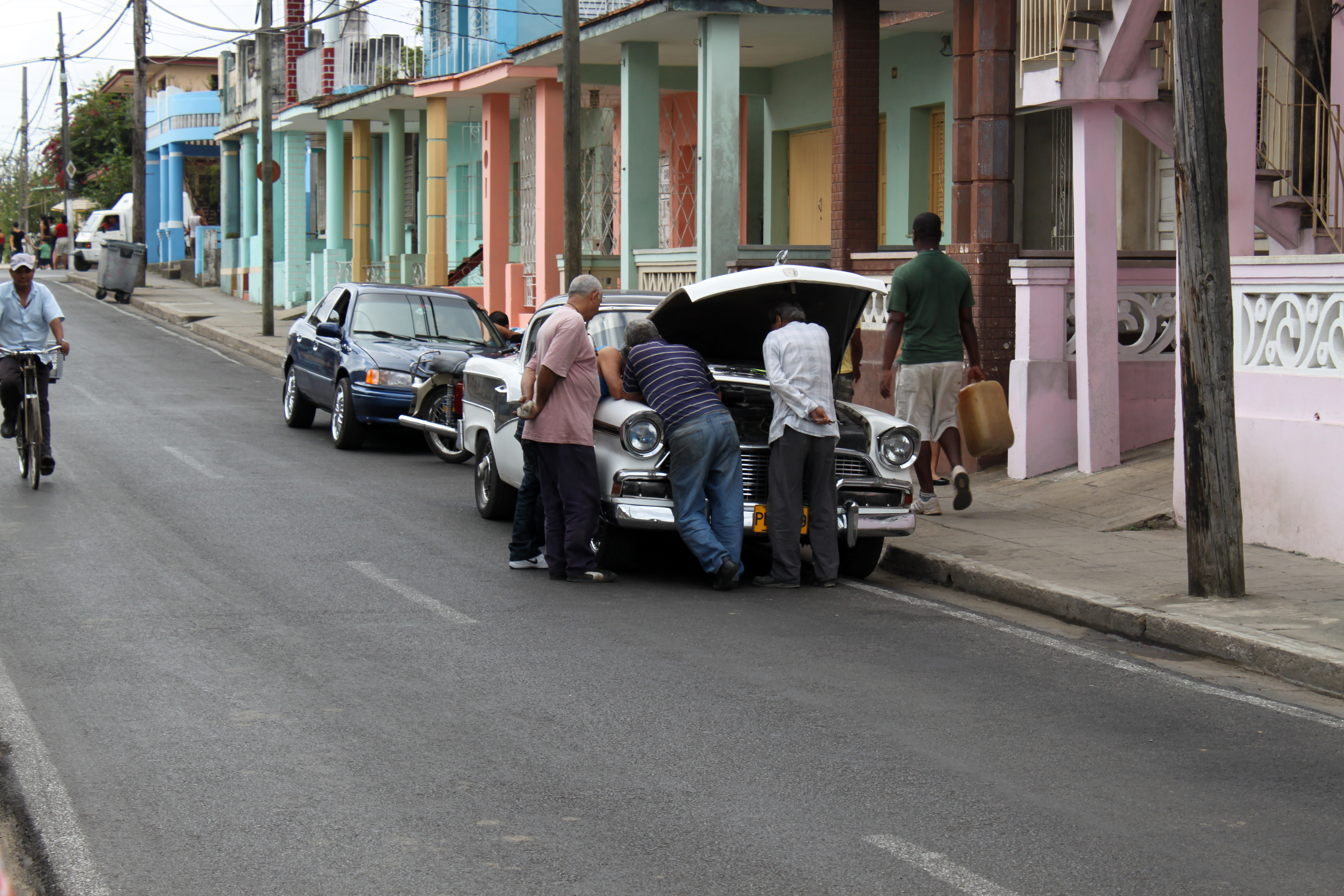
Všední den na ulici